# Graf Koks
Graf Koks ist eine umgangssprachliche Bezeichnung für eine Person, die besonders vornehm oder angeberisch tut. So nennt man etwa im Ruhrgebiet einen Angeber und eingebildeten Menschen „Graf Koks von der Gasanstalt“, „Graf Koks von der Müllkippe“ oder „Graf Koks von der Halde“, im Mainzer Raum dagegen „Graf Koks von der Gasanstalt“ bzw. „vom Gaswerk“, wobei Koks alliterativ wie Goks ausgesprochen wird. Der Berliner Dialekt bezeichnet einen „feinen Pinkel“ ebenfalls als „Graf Koks“. Ähnlich scherzhaft-vulgäre Namen haben andere Vertreter des „Berliner Adels“, zum Beispiel „Graf Rotz von der Backe“, „Graf Rotz von der Popelsburg“ (auch ein Spitzname von Christoph von Rotz, der allerdings nicht aus Berlin stammt) sowie „Lord Kacke“ oder „Graf Kacke“.
Der Ursprung dieser spöttischen Bezeichnungen findet sich im Umfeld neureicher Bürgerlicher im 19. Jahrhundert, die in der Montanindustrie großen Reichtum erworben hatten und im Ruhrgebiet wie Fürsten auftraten, etwa Hugo Stinnes oder die Stahlindustriellen-Familien Thyssen und Krupp. In einigen Fällen wurden solche Familien auch tatsächlich geadelt (siehe: Geldadel). Von Alteingesessenen (oft auch von Altadligen) wurden sie spöttisch als Schlotbarone oder Koksgrafen betitelt. Tatsächlich stieg aber keine dieser Familien in den Grafenstand auf, der in aller Regel altem Adel vorbehalten war; zumeist wurde ihnen nur das Adelsprädikat „von“ verliehen, höchstens der Freiherrenstand (etwa der Linie der Barone Thyssen-Bornemisza de Kászon). Die Erhebung des Bankiers Adolf Wilhelm Kessler in den Grafenstand durch den Fürsten Reuß j. L. erregte großes Aufsehen in Adelskreisen und an den deutschen Höfen und führte schließlich zu einem Geheimabkommen unter den mächtigsten Bundesfürsten, um käufliche Nobilitierungen künftig zu verhindern.
Gelegentlich wird auch ein steifer, zylinderähnlicher Hut erwähnt, der früher „Koks“ genannt wurde und den ein Ende des 19. Jahrhunderts lebender englischer Dandy namens William Coke populär gemacht haben soll (Coke’s Hat). Ähnliche Hüte gehörten zur Kluft wandernder Zimmermannsgesellen. Diese mögliche Erklärung erscheint jedoch weniger plausibel als der Brennstoff für Hochöfen Koks.

## Verwendung bei Tucholsky
Graf Koks ist auch die Hauptperson einer Geschichte von Kurt Tucholsky (alias „Peter Panter“) in der Weltbühne Nr. 1 vom 5. Januar 1932 (S. 26).
Erzählt wird die Geschichte des klugen Grafen Koks, der einen Gerichtsvollzieher zu sich aufs Schloss bestellt, um eine Postbeamtin zu überführen, welche die üble Angewohnheit hat, fremde Briefe zu öffnen und zu lesen. In Gegenwart des Gerichtsvollziehers schreibt Graf Koks folgenden Brief an einen Freund (vgl. Kurt Tucholsky: Gesammelte Werke, Band 10, S. 7, rororo 980):
Lieber Freund,
da ich weiß, daß das Postfräulein Emilie Dupont dauernd unsere Briefe öffnet und sie liest, weil sie vor lauter Neugier platzt, so sende ich Dir anliegend, um ihr einmal das Handwerk zu legen, einen lebendigen Floh.
Mit vielen schönen Grüßen
Graf Koks
Diesen Brief verschließt Graf Koks in Gegenwart des Gerichtsvollziehers, ohne einen Floh hineinzulegen. Als der Brief ankommt, ist jedoch ein Floh darin.